# 阎文儒
阎文儒（1912年—1994年），字述祖，又名成凡，号真斋主人，男，满族，辽宁义县人，中国考古学家，曾任中国考古学会名誉理事。